# Gioan Baotixita Lý Tô Quang
Gioan Baotixita Lý Tô Quang (tiếng Trung: 李穌光, John Baptist Li Su-guang; sinh 1964) là một giám mục người Trung Quốc của Giáo hội Công giáo Rôma. Ông hiện đảm nhận chức Tổng giám mục chính tòa Tổng giáo phận Nam Xương.

## Tiểu sử
Tổng giám mục Gioan Baotixita Lý Tô Quang sinh năm 1964 tại tỉnh Sơn Tây, Trung Quốc. Sau thời gian tu học tại chủng viện Bắc Kinh, ông được thụ phong linh mục năm 1992. Sau khi thụ phong, ông thực hiện mục vụ ở nhiều nơi tại Sơn Tây, Nội Mông, và sau đó trong Nam Xương. Tại đây, với sự bảo lãnh của một bạn họ thời còn ở chủng viện là Giuse Lý Sơn, bấy giờ là Giám mục Bắc Kinh, ông được đề cử cho chức giám mục vào năm 2009.
Năm 2010, Tòa Thánh công bố quyết định bổ nhiệm linh mục Gioan Baotixita Lý Tô Quang làm Tổng giám mục phó Tổng giáo phận Nam Xương. Lễ tấn phong giám mục của ông được cử hành vào ngày 31 tháng 10 năm 2010. Chính quyền Trung Quốc cũng công nhận chức giám mục của ông với danh nghĩa Giám mục Giáo phận Giang Tây, một giáo phận do chính quyền Trung Quốc thiết lập từ năm 1985, với địa hạt tương ứng với Tổng giáo phận Nam Xương và các giáo phận Cát An, Dư Giang, Cám Châu và Nam Thành.
Sau khi Tổng giám mục Nam Xương Gioan Ngô Sĩ Trân từ chức năm 2011, ông kế nhiệm chính thức chức vị Tổng giám mục Nam Xương.